# Cucurbitariaceae
Cucurbitariaceae Luerss. – rodzina grzybów należąca do klasy Dothideomycetes.

## Systematyka
Pozycja w klasyfikacji według Index Fungorum: Pleosporales, Pleosporomycetidae, Dothideomycetes, Pezizomycotina, Ascomycota, Fungi.
Takson utworzył Christian Luerssen w 1879 roku. Według CABI databases do rodziny Cucurbitariaceae należą rodzaje:
- Allocucurbitaria Valenz.-Lopez, Stchigel, Guarro & Cano 2017
- Astragalicola Jaklitsch & Voglmayr 2017
- Cucitella Jaklitsch & Voglmayr 2017
- Cucitella Jaklitsch & Voglmayr 2017
- Cucurbitaria Gray 1821
- Curreya Sacc. 1883
- Neocucurbitaria Wanas., E.B.G. Jones & K.D. Hyde 2017
- Paracucurbitaria Valenz.-Lopez, Stchigel, Guarro & Cano 2017
- Parafenestella Jaklitsch & Voglmayr 2017
- Rhytidiella Zalasky 1968
- Seltsamia Jaklitsch & Voglmayr 2017
- Syncarpella Theiss. & Syd. 1915
- Synfenestella Jaklitsch & Voglmayr 2019